# パワーモンスター
パワーモンスターは落石や土砂の崩落から保護対象物を防護する落石・崩壊土砂防護大型土嚢である。

## 概要
大型の土嚢を多数階層状に積み重ねて繊維ロープおよび繊維ネットを用いて固定した構造となっている。大型土嚢間に緩衝効果ブロックを設置することで、落石による衝撃耐性を補強することが可能であり、大型土嚢を積み上げる単純な構造で構築可能であるため施工性に優れる。